# Castello Katsuren
Il castello Katsuren (勝連城?) è un gusuku in rovina che si trova nella prefettura di Okinawa, in Giappone. Nel 2000 il castello è stato inserito, insieme ad altri gusuku delle Ryu Kyu, nell'elenco dei patrimoni dell'umanità dell'UNESCO.

## Storia
Il castello di Katsuren fu costruito su una grande collina di calcare delle Ryukyua, a 98 metri sul livello del mare sulla penisola di Katsuren. Con l'Oceano Pacifico su due lati, è anche chiamato "Oceano Gusuku". La sua "età dell'oro" fu a metà del XV secolo, sotto il potente Aji di Katsuren, Amawari. Il castello fu distrutto nel 1458 dall'esercito ryukyuano. 

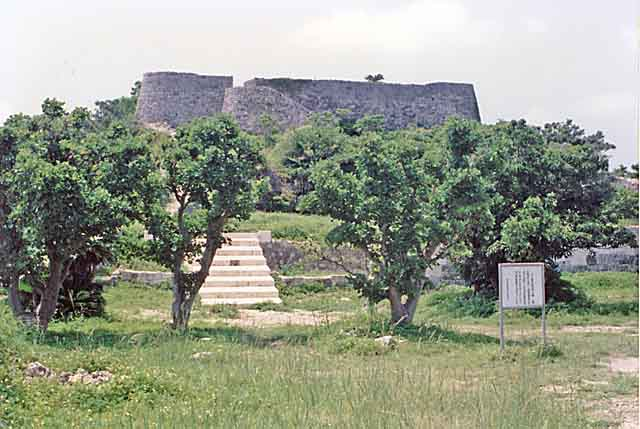
Le rovine del castello di Katsuren

Nel sito sono state recuperate, tramite scavi archeologici, delle preziose porcellane cinesi, che testimoniano la magnificenza dell'antica struttura e l'intensa attività commerciale dei secoli passati. Il castello ha anche un santuario attivo della religione ryukyuana all'interno della prima fortificazione dedicata a Kobazukasa.
Nel terremoto di Okinawa del 2010 è stato danneggiato un muro esterno a nord-est della terza fortificazione del castello di Katsurina.
Nel 2016 sono state trovate monete romane di epoca imperiale di epoca costantiniana: si tratta del primo caso di ritrovamenti romani in siti giapponesi.